# Ole Pfennig
Ole Pfennig (* 23. Dezember 1964) ist ein deutscher Schauspieler und Synchronsprecher.

## Leben
Er machte zwischen 1985 und 1987 eine Schauspielausbildung am Studiotheater in München. Bereits während seiner Ausbildung spielte er in diversen Theaterstücken wie Caligula und Der kleine Prinz. Ab 1993 hatte er Gastrollen in verschiedenen Serien wie Derrick, Aus heiterem Himmel und Bei aller Liebe. In der ARD-Jugendserie Die Schule am See spielte er in insgesamt 15 Folgen die Rolle des Klaus Schubert.
Neben seinen schauspielerischen Tätigkeiten sprach er mehrere Hörbücher und ist als Synchronsprecher tätig. Unter anderem war er an den Hörbüchern Pater Brown: Der Mann im Gang und in mehreren Folgen der Serie Die größten Fälle von Scotland Yard zu hören. Umfangreicher sind seine Tätigkeiten als Synchronsprecher. Unter anderem war er in Star Trek: Enterprise die Synchronstimme von Joseph Will, in Dark Angel die deutsche Stimme von J. C. MacKenzie oder seit 1995 ab der sechsten Staffel von Law & Order die Stimme von Benjamin Bratt als Detective Reynaldo „Rey“ Curtis. Außerdem hatte er Synchronrollen in Spielfilmen wie Die Legende von Aang, Ghosts of Mars, Blade: Trinity, Harry Potter und der Halbblutprinz, Der Knochenjäger und in der Serie South Park.
Ole Pfennig wohnt derzeit in München.

## Filmografie

### Schauspieler
- 1993: Aus heiterem Himmel (Fernsehserie, Folge 2x06)
- 1993–1996: Derrick (Fernsehserie, 2 Folgen)
- 1997–1998: Die Schule am See (Fernsehserie, 15 Folgen)
- 2000: Bei aller Liebe (Fernsehserie, Folge 1x12)
- 2006: Cypress

### Synchronstimme (Auswahl)
David Ramsey
- 2013–2020: Arrow als John Diggle
- 2015–2021: The Flash als John Diggle/Clifford DeVoe
- 2017–2018, 2020–2021: Legends of Tomorrow als John Diggle/Bass Reeves
- 2019, 2022: Supergirl als John Diggle
- 2021: Batwoman als John Diggle

Arnold Pinnock
- 2001: Exit Wounds – Die Copjäger als Alan Morris
- 2005: Zwexies – Die Zwillingshexen als David Barnes
- 2007: Zwexies – Die Zwillingshexen zum Zweiten als David Barnes

Salman Khan
- 2003: Und am Abend wartet das Glück als Alok Raj
- 2005: Kuch Kuch Hota Hai – Und ganz plötzlich ist es Liebe als  Aman Mehra
- 2016: Sirf Tum als Prem

Kevin Durand
- 2002: Mein Partner mit der kalten Schnauze 3 als Agent Verner
- 2012: Resident Evil: Retribution als Barry Burton

Daniel Cudmore
- 2009: New Moon – Biss zur Mittagsstunde als Felix
- 2010: Eclipse – Biss zum Abendrot als Felix

Terrence Howard
- 2009: Küss den Frosch als James
- 2013: Dead Man Down als Alphonse Hoyt

#### Filme
- 1999: Dylan Walsh in Kreuzfahrtschiff auf Todeskurs als Aaron
- 2000: Keanu Reeves in The Gift – Die dunkle Gabe als Donnie Barksdale
- 2001: Kōichi Yamadera in Pokémon 4 – Die zeitlose Begegnung als Pokémon Jäger (jung)
- 2002: Michael Showalter in Signs – Zeichen als Lionel Prichard
- 2003: Jon Gries in Welcome to the Jungle als Harvey Hatcher
- 2004: Tim Abell in Gargoyles – Flügel des Grauens als Lex
- 2005: Colin Ferguson in Verlieben verboten als Charles Fitz
- 2006: Costas Mandylor in Vulkanausbruch in New York als Matt McLaughlin
- 2007: Will Arnett in Die Solomon Brüder als John Solomon
- 2008: Maurice LaMarche in Futurama: Die Ära des Tentakels als Calculon
- 2009: Jackie Earle Haley in Watchmen – Die Wächter als Walter Kovacs/Rorschach
- 2009: Beau Billingslea in Hannah Montana – Der Film als Bürgermeister
- 2009: Dave Legeno in Harry Potter und der Halbblutprinz als Fenrir Grayback
- 2012: Tony Curran in Das verlorene Labyrinth als Guy D’Evreux
- 2017: Michael McElhatton in The Foreigner als Jim Kavanagh
- 2018: Sean Blakemore in Spinning Man – Im Dunkel deiner Seele als Detective Killian

#### Serien
- 2005: Frank Grillo in Blind Justice – Ermittler mit geschärften Sinnen als Detective Marty Russo
- 2005–2009: Jason Momoa in Stargate Atlantis als Ronon Dex
- 2007–2009: James Frain in Die Tudors als Thomas Cromwell
- 2010–2011: Matt Stone in South Park als Mysterion
- 2011–2012: Kenny Johnson in Prime Suspect als Matt Webb
- 2012–2014: Billy Burke in Revolution als Miles Matheson
- 2012–2019: Lee Arenberg in Once Upon a Time – Es war einmal … als Grumpy/Leroy
- 2021–2022: Kishô Taniyama, Takumu Miyazono und Kenyuu Horiuchi in Shaman King (Netflix Anime) als Zen Yoneda’ (2. Stimme), ‘Ponchi’ und Mikihisa Asakura

## Hörspiele
- 2010: Die Legende von Aang: Das Original-Hörspiel zum Kinofilm, Edelkids